# Су-30
Су-30 (по кодификации НАТО: Flanker-C — «Фланкер-Си») — советский и российский двухместный многоцелевой истребитель поколения 4+.
Су-30 предназначен для уничтожения воздушных целей, блокирования аэродромов противника на большой глубине и ударов по наземным и морским объектам. 
Су-30 также возможно использовать для управления групповыми боевыми действиями при завоевании господства в воздухе, уничтожения десантов противника в воздухе, а также для ведения воздушной разведки и уничтожения наземных целей в простых и сложных метеорологических условиях.

## История создания
Опыт эксплуатации одноместных истребителей показал, что в современном воздушном бою слишком высоки нагрузки на лётчика, вызванные необходимостью маневрирования и одновременного управления комплексом современного вооружения. Это в полной мере относилось и к новому тогда Су-27С, поэтому было решено ввести в экипаж лётчика-оператора, который мог бы решать тактические и навигационные задачи, осуществлять руководство группой самолётов, а при необходимости и брать управление самолётом на себя, разгружая лётчика при длительных полётах. Кроме того, второй член экипажа несомненно благотворно влиял в психологическом плане. Поэтому ещё в середине 80-х годов в КБ Сухого начались первые проработки концепции боевого двухместного истребителя. Руководителем проекта был назначен И. В. Емельянов.
Базовой машиной для разработки нового проекта стал двухместный учебно-боевой истребитель Су-27УБ. В качестве прототипа был выбран самолёт-лаборатория под шифром Т-10У-2, оснащённый штангой дозаправки в воздухе.
В 1988 году на Иркутском авиазаводе были переоборудованы первые два Су-27УБ, получившие в КБ шифр Т-10ПУ-5 и Т-10ПУ-6, а на заводе — изделие «10-4ПУ» и бортовые номера 05 и 06. Самолёты оборудовали системой дозаправки в воздухе, новой системой навигации, модернизированными системой дистанционного управления полётом и системой управления вооружением. Первая машина вышла на испытания уже осенью 1988 года, пилотировали заводские лётчики-испытатели Г. Е. Буланов, В. Б. Максименков, С. В. Макаров и Н. Н. Иванов, затем испытания были продолжены в ЛИИ им. М. М. Громова.
В серии новый самолёт получил название Су-30. Производство нового самолёта, ввиду большой преемственности с учебно-боевой модификацией, было решено организовать в Иркутске.
Основные отличия от самолёта Су-27УБ:
- установлена система дозаправки топливом в полёте с выпускаемой штангой в предкабинном отсеке слева;
- установлена специальная аппаратура связи и наведения, на приборной доске задней кабины смонтирован широкоформатный телевизионный индикатор тактической обстановки;
- изменена система кондиционирования.

Помимо своей основной функции — завоевания превосходства в воздухе, новый самолёт мог вести длительное патрулирование или сопровождение более тяжёлых ударных машин, а также использоваться в качестве воздушного пункта управления группы истребителей. Сохранилась возможность использования самолёта в качестве учебно-тренировочного. Самолёт предназначался в первую очередь для нужд войск ПВО страны.
Первые два построенных самолёта за № 79371010101 и № 79371010102 поступили в ЛИИ на испытания, после завершения переданы пилотажной группе А. Н. Квочура. Они были перекрашены в красно-сине-белые цвета и получили бортовые номера 596 и 597. Первое публичное выступление пилотажной группы и показ Су-30 состоялись в процессе авиационной выставки в 1992 году. Именно с этого момента в России возобновили показательные полёты и участие в различных международных выставках военной авиационной техники.
Однако, в связи с развалом СССР и тяжёлой экономической ситуацией производство Су-30 велось очень медленно. 148-й Центр боевого применения и переучивания лётного состава авиации войск ПВО в Саваслейке получил самолёты № 96310107035, № 96310107023, № 96310104007, № 96310104010, № 96310107037 постройки 1994—96 гг. Два самолёта приняли участие в авиашоу RIAT'97.
Участие самолётов в выставках заинтересовало зарубежных потенциальных покупателей. Так как собственной стране уже было не до закупок боевых самолётов, то было решено поставлять Су-30 зарубежным покупателям, что позволило бы поддержать отечественную авиационную промышленность. В результате на базе Су-30 начались работы по экспортным модификациям.
Первым иностранным заказчиком Су-30 стала Индия. Индийская модификация Су-30К («коммерческий») незначительно отличается от базовой модели составом оборудования. Всего было построено 18 машин.
В дальнейшем самолёт неоднократно модернизировался по запросам разных иностранных покупателей и поставлялся за рубеж. В XXI веке на него наконец обратили внимание отечественные заказчики, и на базе одной из последних модификаций для Индии — Су-30МКИ была разработана модификация для России — Су-30СМ. 21 сентября 2012 года самолёт впервые поднялся в небо и уже до конца года два первых серийных самолёта были переданы в ВВС.

## Конструкция
Самолёт Су-30 спроектирован по нормальной аэродинамической схеме с двухкилевым хвостовым оперением. По конструкции и компоновке самолёт аналогичен одноместному истребителю Су-27 и двухместному самолёту Су-27УБ. Особенностью самолёта является переднее горизонтальное оперение (в дополнение к хвостовому горизонтальному оперению), позволяющее выполнять недоступные иначе манёвры с отклонением оси самолёта от направления полёта, а также интегральная компоновка с плавным переходом фюзеляжа в крыло, в результате подъёмная сила создаётся не только крылом, но и корпусом.

### Корпус
Состоит из трёх частей: головной, средней и хвостовой. В головной части размещены: радиолокационная станция (РЛС), отсеки бортового радиоэлектронного оборудования (БРЭО), ниша носовой опоры шасси и кабина экипажа. Кабина закрыта фонарём с подвижным сегментом, который с помощью гидроцилиндра поднимается вверх-назад. В кабине установлены катапультные кресла, заднее кресло расположено выше переднего, что обеспечивает хороший обзор обоим членам экипажа. В предкабинном отсеке слева размещена выпускаемая штанга системы дозаправки топливом в полёте.
В средней части фюзеляжа находятся топливные баки-отсеки и центроплан — основной силовой элемент конструкции планера. На верхней поверхности средней части фюзеляжа установлен отклоняемый с помощью гидропривода тормозной щиток большой площади.
Хвостовая часть фюзеляжа включает две разнесённые от продольной оси планера гондолы двигателей и центральную балку с топливным баком, отсеком оборудования и отсеком тормозных парашютов, к внешним поверхностям гондол двигателей прилегают боковые балки.

### Крыло
Крыло самолёта свободнонесущее, трёхлонжеронной кессонной конструкции. Угол стреловидности по передней кромке составляет 42 градуса. Механизация крыла состоит из флаперонов, выполняющих функции закрылков и элеронов, и адаптивных отклоняемых двухсекционных носков крыла. Выпуск флаперонов и отклонение носков производится на взлётно-посадочных режимах, а также при маневрировании со скоростями до 860 км/ч.

### Хвостовое оперение
Состоит из отклоняемого стабилизатора и двух килей с рулями направления. Кили крепятся на боковых балках хвостовой части фюзеляжа, к боковым балкам также крепятся консоли стабилизатора.

### Шасси
Трёхопорное, убираемое с носовой опорой. Носовая опора двухколёсная, основные опоры одноколёсные. Шасси Су-30 по сравнению с Су-27 и Су-27УБ, имеют усиленную конструкцию в расчёте на большие взлётную и посадочную массы.

### Система управления
На самолёте установлена электродистанционная система управления с четырёхкратным резервированием в канале тангажа и трёхкратным резервированием в каналах крена и курса. Система управления обеспечивает нормальное пилотирование при статической неустойчивости в продольном канале до 5 % и адаптивное отклонение носков крыла в зависимости от режима полёта.

### РЛС и системы управления вооружением
Одним из ключевых решений, внедрённых на Су-30МКИ, стала открытая архитектура бортового радиоэлектронного оборудования (БРЭО).
Су-30 оборудован РЛС Н011M Барс, которая обеспечивает обзор пространства, автоматическое обнаружение и сопровождение целей, в том числе в условиях близкого манёвренного воздушного боя, наведение на них авиационных управляемых ракет типов Р-77, Р-73, Р-27, Х-31 и других, а также автоматическое радиолокационное картографирование местности.
Типовая дальность обнаружения целей:
- «истребитель типа МиГ-29»: в зоне обзора 300 кв. град:
  - на встречных курсах — до 140 км;
  - на догонных курсах — до 60 км;
- «железнодорожный мост»: — 80—120 км;
- «группа танков»: — 40—50 км;
- «эсминец»: — 80—120 км;
- «авианосец»: — 250 км.

Кроме этого Су-30 оборудован оптическими станциями обнаружения целей..

### Средства РЭБ
Истребитель Су-30, как и бомбардировщик Су-34, в своей концепции не являются самолётами, ориентированными на скрытность, так как активно ищут воздушные и наземные цели с помощью собственных мощных радаров и поэтому могут быть легко обнаружены по их излучению. Это отличает Су-30 от истребителей пятого поколения (Су-57 и F-22), которые атакуют цели с выключенными радарами, работая в группе с самолётом ДРЛО, «подсвечивающим» цели. Характерной особенностью самолётов поколения 4++ (Су-30 и Су-34) является возможность самостоятельного поиска цели без помощи самолёта ДРЛО, который является слабым местом звена истребителей пятого поколения, так как может быть уничтожен дальней ракетой, специально предназначенной для поражения самолётов ДРЛО, такой как 40Н6Е для С-400, на дальности 350—400 км. Су-30 и Су-34 больше ориентированы не на скрытность, а на применение мощных средств РЭБ в случае обнаружения противником. Для Су-30 и Су-34 это модули РЭБ Хибины и Сорбция-С, боевой опыт применения которых показал возможность нейтрализации не только радаров истребителей, со сравнительно небольшим радиусом действия, но и целых комплексов ПВО (таких как «Кольчуга») под управлением интегрированных систем.

### ЭДСУ

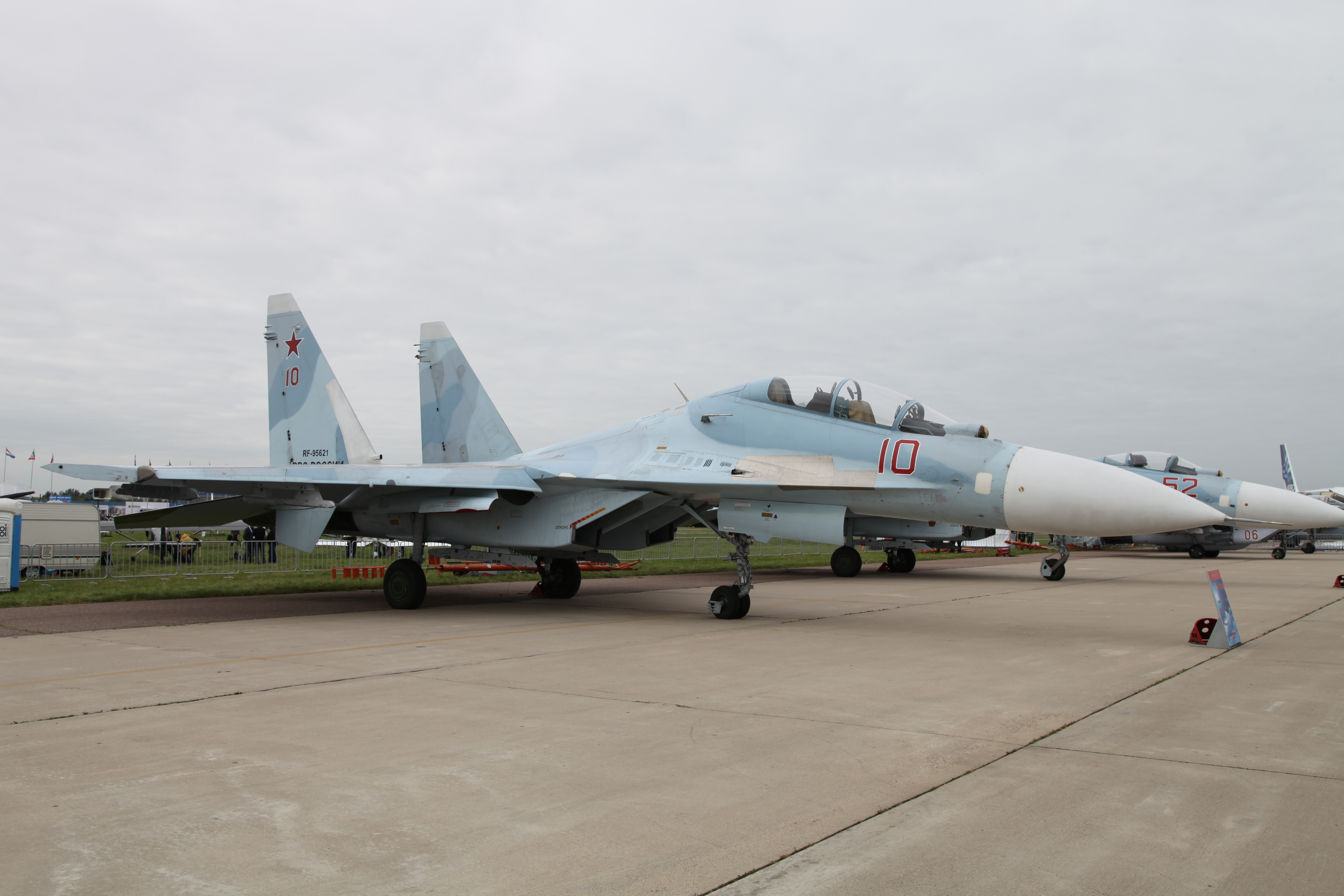
Су-30М2 на МАКС-2013

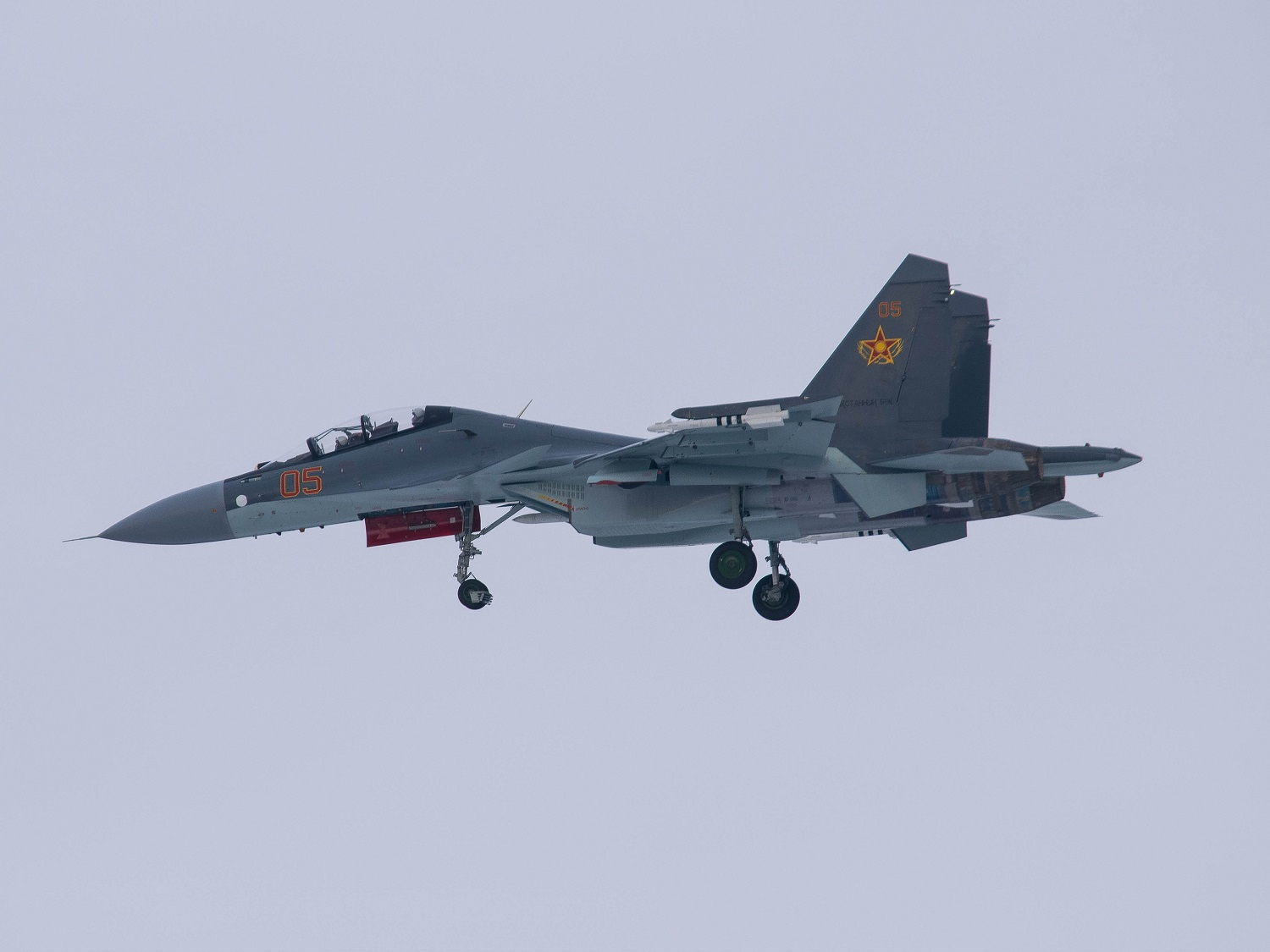
Су-30СМ ВВС Казахстана

Как и на всех самолётах поколения 4++, в Су-30 используется ЭДСУ, так как самолёт имеет динамическую неустойчивость и управляется за счёт компьютера, отдающего команды рулям. Весьма совершенная ЭДСУ на Су-30 позволяет ему выполнять в автоматическом режиме «кобру Пугачёва», что позволяет сбрасывать захват Су-30 как цели с «доплеровских радаров».

### Двигатель
Су-30СМ оборудован двумя двухконтурными форсированными турбореактивными двигателями с управляемым вектором тяги (УВТ) АЛ-31ФП, тягой 7700 кгс на максимуме и 12 500 кгс на форсаже, что позволяет истребителю быть сверхманёвренным.
Воздухозаборники двигателей оснащены регулируемыми панелями и створками подпитки. Двигатели снабжены системой защиты от попадания посторонних предметов и системой пожаротушения.
Ёмкость пяти топливных баков (три в фюзеляже и два в крыле) — 12 000 л.
Топливоприемник убираемый, установлен по левому борту перед козырьком фонаря кабины.
Самолёт оснащён системой дозаправки в воздухе.

### Вооружение
Стрелково-пушечное вооружение — автоматическая скорострельная одноствольная пушка калибра 30 мм с боекомплектом 150 снарядов.
Ракетное вооружение подвешивается на десяти точках: четыре под консолями крыла, два под законцовками крыла, два под гондолами двигателей и два под центропланом между мотогондолами. На самолёте может быть подвешено до шести управляемых ракет «воздух—воздух» средней дальности. Общая масса боевой нагрузки 4000 кг.

## Модификации
Современные модификации Су-30 производства КНААПОː Су-30М2, Су-30МК2, Су-30МКВ, Су-30МКК, Су-30МК2-В, Су-30МК2-И, Су-30МК2-V.

Современные модификации Су-30 производства «Иркут»ː Су-30МКИ, Су-30МКИ(А), Су-30МКМ, Су-30СМ.
| Название модели                                                      | Краткие характеристики, отличия |
| -------------------------------------------------------------------- | --- |
| Су-30К (коммерческий)                                                | Коммерческий вариант двухместного истребителя-перехватчика на базе Су-27УБ с системами дозаправки топливом в полёте и спутниковой навигации (GPS, ГЛОНАСС). Первый полёт — 1993 год. Двигатели — АЛ-31Ф. Ограниченный внутренний объём самолёта не позволяет разместить всё оборудование на борту, что влечёт за собой размещение части аппаратуры в контейнерах на внешних узлах подвески. К ним относятся системы лазерного дальнометрирования и целеуказания для применения управляемого оружия с лазерными ГСН и тепловизионная — для обнаружения целей в инфракрасном диапазоне, позволяющая работать ночью и в сложных метеоусловиях. Самолёт оснащён катапультируемыми креслами К-36ДМ, установленными с наклоном 30°. По своим боевым характеристикам Су-30К может дополнительно применять по морским и наземным целям высокоточное управляемое оружие класса «воздух—поверхность» с дальностью пуска до 250 км. Широкая номенклатура вооружения, способность не только вести воздушный бой, но и атаковать наземные и морские цели. Су-30К получили возможность дополнительно применять высокоточное тактическое оружие класса «воздух—поверхность» — противокорабельные ракеты Х-31А, ракеты подавления средств ПВО Х-31П, ракеты дальнего телевизионного наведения Х-59М и ракеты ближнего действия Х-29Т, корректируемые авиабомбы КАБ-500 и КАБ-1500. Одновременно повышена эффективность решения задачи завоевания превосходства в воздухе за счёт применения ракеты с АГСН РВВ-АЕ. |
| Су-30КН (коммерческий, новый)                                        | Двухместный истребитель на базе Су-30К с модернизированным составом БРЭО и РЛС с дополнительным автономным радиолокационным каналом с ФАР «Перо». Первый полёт — 1999 год. Установлен приёмник А-737 спутниковой навигационной системы с поддержкой ГЛОНАСС и NAVSTAR. В радиолокационную станцию БРЛС Н011М добавлен вычислитель для новых режимов работы (картографирования земной поверхности и селекции движущихся целей). В обеих кабинах самолёта телевизионные экраны индикаторов прямой видимости заменены на жидкокристаллические цветные дисплеи МФИ-55, впоследствии на МФИ-68. В системе управления оружием (СУО) добавлен вычислитель МВК для сопряжения СУО с новыми управляемыми ракетами классов «воздух—воздух» и «воздух—земля» Р-77, Х-31, Х-59, Х-29. |
| Су-30КИ (коммерческий, истребитель)                                  | Одноместный вариант двухместного истребителя Су-30К, был разработан совместно ОКБ Сухого и КнААПО по требованиям индонезийских ВВС. Переговоры с представителями этой страны велись неоднократно, но решение вопроса о закупках самолётов откладывалось из-за финансовых трудностей заказчика. В 1998 году на КнААПО построили единственный прототип Су-30КИ (на базе серийного Су-27 с внутризаводским серийным № 40-02 и полным заводским № 36911040102). |
| Су-30К2 (коммерческий, версия 2)                                     | Су-30К2 многоцелевой двухместный истребитель. От всех других модификаций Су-30 он отличался применением кабины с размещением экипажа по схеме «рядом», как на корабельном учебно-боевом самолёте Су‑27КУБ. Проект Су-30К2 вели в середине 90-х годов, но далее проект был закрыт. Недостроенный фюзеляж, который строили как опытный образец для испытаний, позже передали на хранение. |
| Су-30М2 (модернизированный, версия 2)                                | Версия Су-30МК2, предназначенная для ВВС России. В 2010 году завершены заводские лётные испытания первого серийного Су-30М2. |
| Су-30МК (модернизированный, коммерческий)                            | Двухместный ударный самолёт, предназначенный для поставок на экспорт. Первый полёт — 1993 год. Расширилась номенклатура вооружения: Р-77, Х-31, Х-29, Х-59М. Увеличена максимальная взлётная масса с 30 до 38,8 т, боевая нагрузка возросла с 4 до 8 т, назначенный ресурс планера с 2000 до 3000 часов, двигателя — с 900 до 1500 часов.. |
| Су-30МК2 (модернизированный, коммерческий, версия 2)                 | Усовершенствованная версия Су-30МК. Первый полёт — 2002 год, двигатели — АЛ-31Ф. РЛС Н001. Вооружение: 6 РВВ-АЕ/Р-27/Р-73/Х-29/Х-31, контейнер РЭП. Экспортная цена — около $50 млн. |
| Су-30МК2В (модернизированный, коммерческий, версия 2, вьетнамский)   | Версия Су-30МК2 для Вьетнама. |
| Су-30МК2V (модернизированный, коммерческий, версия 2, венесуэльский) | Версия Су-30МК2 для Венесуэлы. |
| Су-30МКИ (модернизированный, коммерческий, индийский)                | Версия Су-30МК для Индии. Первый полёт прототипа — 1997 год. Многофункциональный двухместный истребитель с передним горизонтальным оперением и двигателем с отклоняемым вектором тяги (АЛ-31ФП), с БРЭО производства в рамках международной кооперации Россия — Франция — Израиль — Индия, с новой БРЛС Н011М с пассивной фазированной антенной решёткой (ПФАР) и расширенным составом вооружения класса «воздух—воздух» и «воздух—поверхность». |
| Су-30МКА (модернизированный, коммерческий, алжирский)                | Версия Су-30МКИ для Алжира. БРЛС Н011М. |
| Су-30МКК (модернизированный, коммерческий, китайский)                | Версия Су-30МК для Китая. Двухместный истребитель с расширенными возможностями работы по наземным целям, БРЛС Н001М модернизирована в БРЛС Н001ВЭ. Двигатели — АЛ-31Ф. Первый полёт — 1999 год. |
| Су-30МКМ (модернизированный, коммерческий, малайзийский)             | Версия Су-30МКИ для Малайзии. БРЛС Н011М. |
| Су-30СМ (серийный, модернизированный)                                | Су-30МКИ для ВВС России. Двигатели АЛ-31ФП с управляемым вектором тяги. Первый полёт 21 сентября 2012 года. |
| Су-30СМЭ (серийный, модернизированный, экспортный)                   | Экспортная версия Су-30СМ. |
| Су-30СМД (серийный, модернизированный, доработанный)                 | Доработанная версия Су-30СМ. Проведено полное импортозамещение, доля российских комплектующих увеличилась с 97% до 100%. |
| Су-30СМ2 (серийный, модернизированный, версия 2)                     | Модификация Су-30СМ для ВВС России. Установлены новые двигатели АЛ-41Ф1С от Су-35С с управляемым вектором тяги. Установлена модернизированная РЛС, часть БРЭО унифицирована с БРЭО самолёта Су-35С. Расширена номенклатура применяемого вооружения. Первый полёт февраль 2021 года. |

Истребители ВВС и морской авиации Су-30СМ (на 2021 год около 130 машин) до 2027 года пройдут модернизацию до уровня Су-30СМ2. 
Модернизация включает замену двигателей на АЛ-41Ф-1С с управляемым вектором тяги от сверхманёвренных Су-35С: тяга увеличится на 16 %, до 14 500 кгс, к тому же с плазменной системой зажигания АЛ-41Ф-1С более экономичен, чем АЛ-31ФП, а ресурс вдвое больше. 
Вместо нынешнего  «Барса» установят мощный радар  «Ирбис». 
Су-30СМ2 получат новые ракеты «воздух—воздух» и «воздух—земля»..

## Сопоставление с зарубежными аналогами
- 2005 год: По данным Defense-aerospace, Су-30МКИ ВВС Индии показал превосходство над F-16 и F-15 C/D Eagle ВВС США в учебных боях в небе над Индией[23][24], а также перспективным истребителем Eurofighter Typhoon ВВС Великобритании.
- 2015 год: в Великобритании, в рамках международных учений Индрахануш («Радуга»), были проведены учебные бои между истребителями Eurofighter Typhoon Королевских ВВС Великобритании и Су-30МКИ ВВС Индии[23][24]. По данным Defense-aerospace, индийские ВВС одержали победу над ВВС Великобритании со счётом 12:0[25], к чему британские представители отнеслись критически[26].

## На вооружении

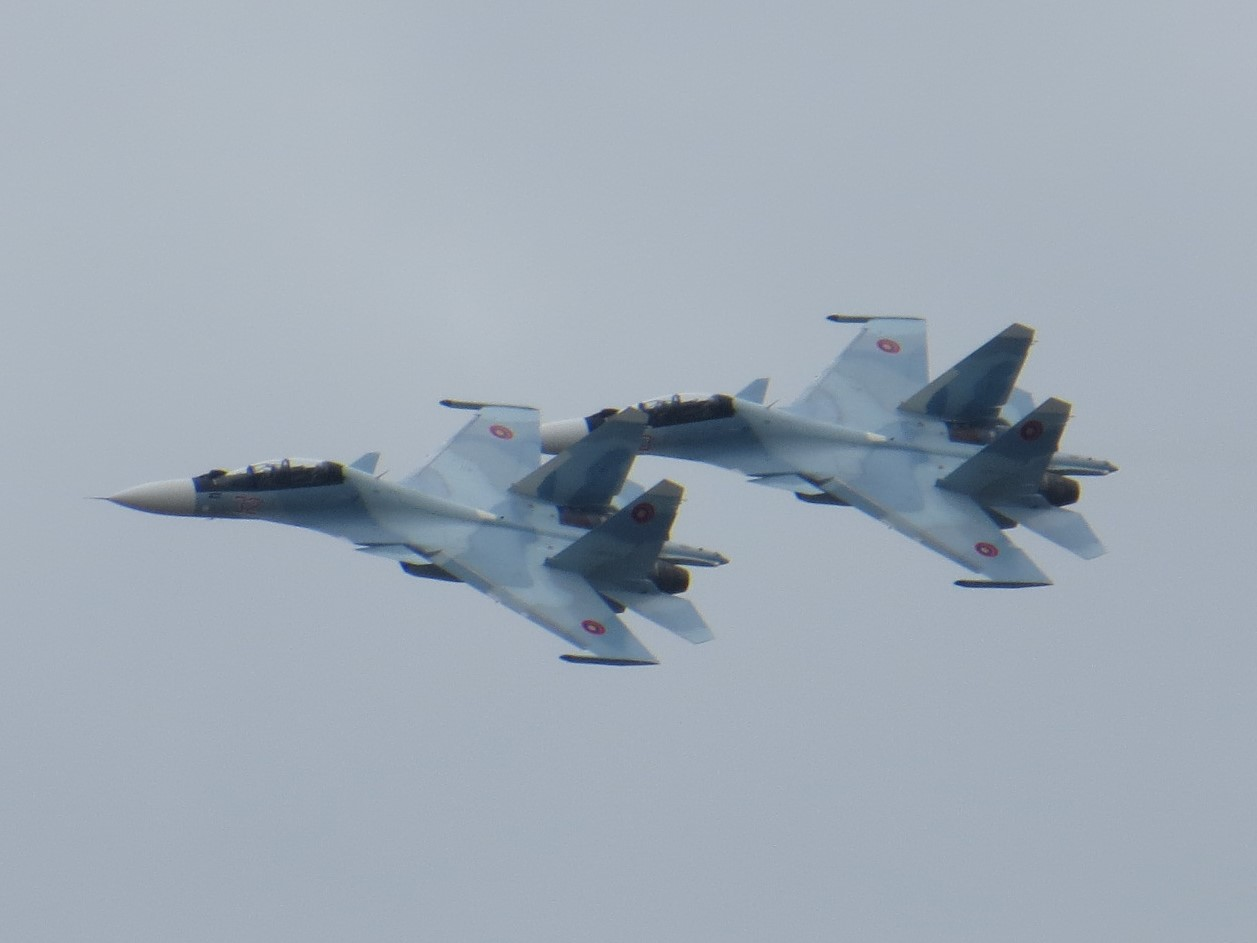
Су-30СМ ВВС Армении в небе над Ереваном

В настоящее время в 13 государствах эксплуатируется 670 истребителей Су-30 различных модификаций. Средний возраст самолётов составляет около 15 лет. Из-за того, что практически все эксплуатанты закупили Су-30 менее чем 20 лет назад, средства на модернизацию парка направляют только самые крупные эксплуатанты - ВВС РФ и ВВС Индии. Производство на данный момент, после завершения поставок в Алжир и Индию, ведётся только в интересах ВС РФ и ВС РБ и ВС Казахстана.

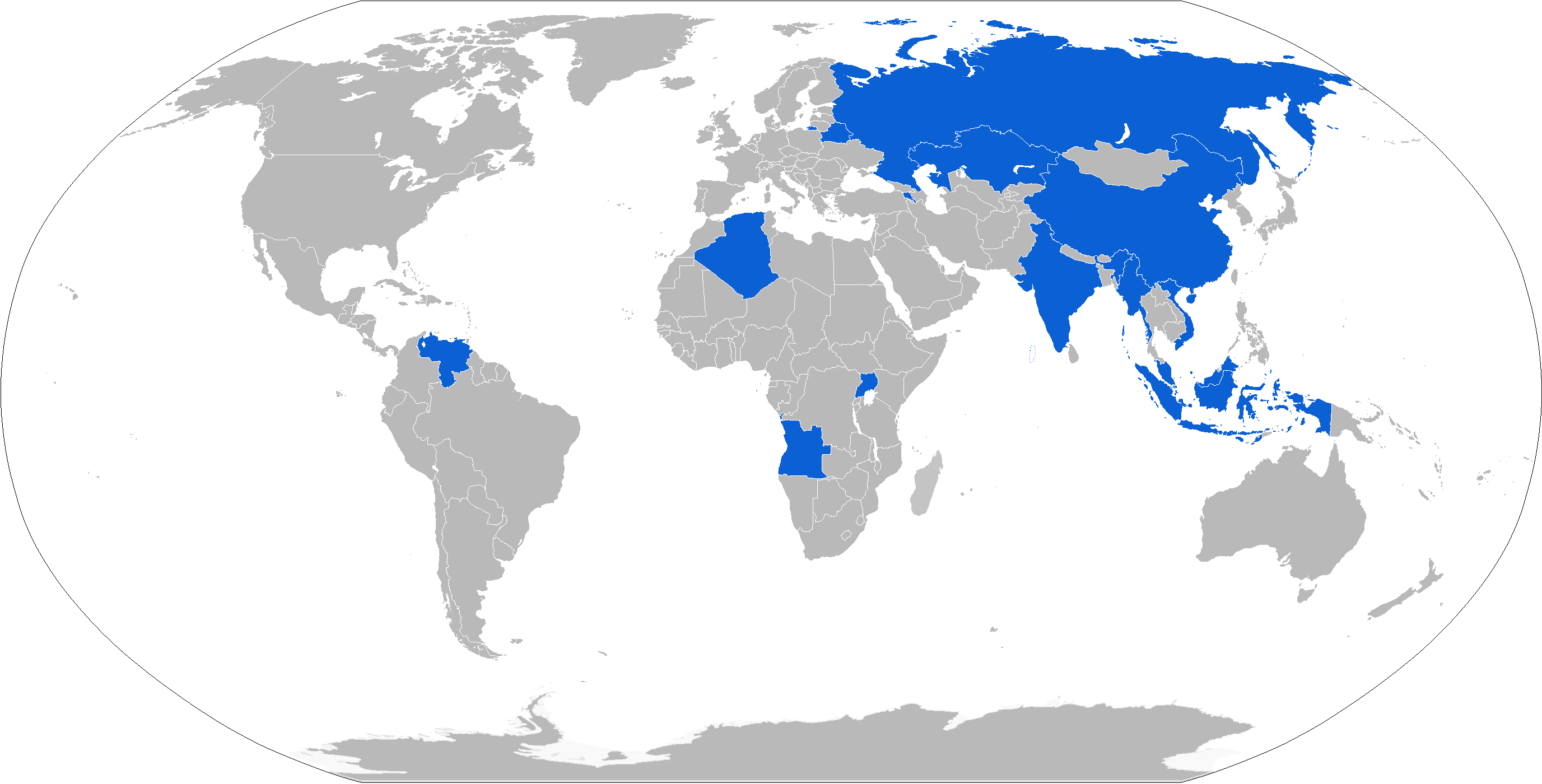
Эксплуатанты Су-30

- Алжир — 59 Су-30МКА по состоянию на 2024 год[27]. Заказано еще 10[28]. 28 поставлено в 2009, ещё 16 в 2012 году и 14 в 2017 году.
- Ангола — 12 Су-30К по состоянию на 2024 год[29], всего по первому контракту было заказано 12 самолётов Су-30К, ранее состоявших на вооружении ВВС Индии.
- Армения — 4 Су-30СМ по состоянию на 2024 год[30].
- Беларусь — 4 Су-30СМ состоянию на 2024 год[31]. Заказано еще 8[28].
- Венесуэла — 21 Су-30МКВ по состоянию на 2024 год[32].
- Вьетнам — 35 Су-30МК2 по состоянию на 2024 год[33].
- Индия — 262 Су-30МКИ по состоянию на 2024 год[34]. Заказано ещё 12[28].
- Индонезия — 2 Су-30МК и 9 Су-30МК2 по состоянию на 2024 год[35].
- Казахстан — 23 Су-30СМ по состоянию на 2024 год[36]. Всего по четырём контрактам суммарно заказано 36 самолётов[37].
- Китай
  - ВМС КНР — 73 Су-30МКК по состоянию на 2024 год[38].
  - ВВС КНР — 24 Су-30МК2 по состоянию на 2024 год[38].
- Малайзия — 18 ед. Су-30МКМ по состоянию на 2024 год, боеспособность некоторых под сомнением[39].
- Мьянма ― не менее 2 Су-30СМ по состоянию на 2024 год[40]. Всего заказано 6[28].
- Россия
  - ВВС России — около 80 Су-30СМ, и 19 Су-30М2 по состоянию на 2024 год[41].
  - Авиация ВМФ РФ — не более 18 Су-30СМ и 8+ Су-30СМ2 по состоянию на 2024 год[42].
- Уганда — 6 Су-30МК2 по состоянию на 2024 год[43], поставлены 2011 году.

### Заказы
Военно-воздушные силы Алжира:
- 28 единиц Су-30МКА заказаны в 2006 году (сумма контракта — $950 млн), ещё 16 единиц — в 2010 году (сумма контракта — $550 млн) и ещё 14 единиц — в 2015 году (сумма контракта — $500 млн)[44].

ВС Армении:
- 1 февраля 2019 года стало известно о контракте на поставку 4 ед. Су-30СМ Армении[45][46], сумму контракта ― $80 млн[44]. 4 ноября 2019 года, министр обороны Армении Давид Тоноян заявил, что «поставки российских СУ-30СМ в Армению начнутся в декабре 2019-го или в первые месяцы 2020 года». Он также уточнил, что «на первом этапе Армения планирует получить четыре СУ-30СМ из России, контракт на поставку истребителей уже частично оплачен», добавив, что «Ереван намерен приобрести 12 таких машин».[47] 27 декабря 2019 года первые четыре истребителя Су-30СМ прибыли в Армению на авиабазу «Ширак» в городе Гюмри[48] 21 марта 2021, года премьер-министр Армении заявил, что Армения закупила у России истребители Су-30СМ без ракет.[49][50][51].

ВС Республики Беларусь:
- 4 единицы Су-30СМ заказано в 2017 году, сумма контракта неизвестна[44].

ВС Венесуэлы:
- 24 единицы Су-30МКВ заказаны в 2006 году, сумма контракта ― $1,5 млрд[52].

ВС Вьетнама:
- 4 единицы Су-30МК2 заказаны в 2003 году (сумма контракта ― $100 млн), ещё 8 единиц заказаны в 2004 году, ещё 12 единиц заказаны в 2010 году (сумма двух контрактов ― $1,1 млрд), и ещё 12 Су-30МК2 заказаны в 2012 году (сумма контракта ― $600 млн)[52].

ВС Индии:
- 8 единиц Су-30К и 32 единицы Су-30 МКИ заказаны в 1996 году (сумма контракта ― $1,77 млрд), в 1998 — заказаны ещё 10 Су-30МКИ (сумма контракта неизвестна), которые были произведены в России. В 2000 году заказано ещё 140 единиц Су-30МКИ (сумма контракта ― $6,48 млрд), которые (и последующие) производились уже в Индии. В 2007 году заказано ещё 40 единиц (сумма контракта ― $1,55 млрд), в 2012 году — ещё 42 единицы (сумма контракта — $2,97 млрд)[44]. Завод «Иркут» поставил в 1997—1999 первые 8 Су-30К, в 2002—2004 32 Су-30МКИ. В 2007 году были переданы 18 истребителей Су-30МКИ (взамен поставленных в 1997—1999 годах Су-30К). Поставка одних самолётов взамен других связана с невозможностью модернизации Су-30К до уровня Су-30МКИ. В 2008 году должна начаться реализация программы лицензионной сборки партии из 40 самолётов Су-30МКИ стоимостью 1,5 млрд долл. Из этой партии 20 Су-30МКИ будут поставлены в Индию уже облётанными, 15 — собранными полностью, но не облётанными, а остальные 5 будут поставлены «по второй фазе». Уровень боеготовности индийских Су-30 на 2014 год составлял 55 % (87 из 193 самолётов находились на обслуживании и в ремонте)[53]. В ходе эксплуатации были потеряны 8 самолётов (30.04.2009, 13.11.2009, 13.12.2011, 19.02.2013, 14.10.2014, 19.05.2015, 15.03.2017, 23.05.2017[54]).

ВС Индонезии:
- 2 Су-30МК заказаны в 2003 году (сумма контракта — $190 млн), 3 Су-30МК2 заказаны в 2007 году (сумма контракта — $300 млн), еще 6 Су-30МК2 заказаны в 2009 году (сумма контракта ― $470 млн)[52].

ВС Казахстана:
- 4 единицы Су-30СМ заказаны в 2014 году (сумма контракта — $130 млн), ещё 8 единиц заказаны в 2015 году (сумма контракта ― $160 млн), ещё 12 единиц заказаны в 2018 году (сумма контракта — $240 млн)[44].

ВС КНР:
- 38 единиц Су-30МКК заказаны в 1999 году (сумма контракта — $3 млрд), в 2001 году ― заказаны ещё 38 единиц (сумма контракта — также $3 млрд), в 2003 году заказаны 24 единицы Су-30МК2 (сумма контракта — $1 млрд)[52]. 73 ед. Су-30МКК поставил завод КНААПО в 2000—2004 гг. 24 ед. Су-30МК2 поставлены в 2004 (ВМС НОАК (10-й авиаполк 4-й дивизии, Восточный флот); двигатели АЛ-31Ф-М1.

ВС Мьянмы
- 6 единиц Су-30 СМ заказаны в 2018 году, сумма контракта — $400 млн[44].

ВС Малайзии:
- 18 единиц Су-30 МКМ заказаны в 203 году, сумма контракта ― $900 млн[44].

ВС РФ:
- По состоянию на 2016 год для ВВС России заказано 60 ед. Су-30СМ (поставлено 60 машин — 2 в ГЛИЦ им. Чкалова, 4 — в Липецкий авиацентр, 24 — на авиабазу Домна под Читой, 4 — Дзёмги, 22 — Миллерово, 4 — ЦПАТ Кубинка), для ВМФ России — 5+7 машин, все они вошли в состав морской авиации Черноморского флота[55]. В 2015 году МО РФ заказало ещё 8 машин для авиации ВМФ России с поставкой в 2016—2017 гг.[56]. В 2016 году заключён контракт на поставку 28 машин для ВКС России и 8 штук для ВМФ России до конца 2018 года.[57]. 30 октября 2016 года в Иркутске совершил первый полёт очередной двухместный многоцелевой истребитель Су-30СМ, предназначенный для Морской авиации ВМФ России, получивший собственное имя «Иркутск». На истребителях Су-30СМ выполняет полёты группа высшего пилотажа «Русские витязи». Четыре истребителя Су-30СМ2 с синими бортовыми номерами с "78" по "81"  предназначены для завершения перевооружения 1-й эскадрильи базирующегося на аэродроме Черняховск в Калининградской области 4-го гвардейского  морского штурмового авиационного полка 34-й смешанной авиационной дивизии авиации  Балтийского флота. Ранее в 2016—2018 годах в состав 1-й эскадрильи этого полка (ранее 72-й авиационной базы) были поставлены восемь самолётов Су-30СМ с синими бортовыми номерами с "70" по "77". Основная часть полка по-прежнему оснащена самолётами Су-24М и Су-24МР.[58].

ВС Уганды:
- 6 Су-30МК2 заказаны в 2009 году, сумма контракта — $330 млн[52].

## Боевое применение

### Военная операция России в Сирии
4 самолёта Су-30СМ из состава 120-го смешанного авиационного полка с 30 сентября 2015 года принимают участие в военной операции в составе Авиационной группы ВКС России в Сирии. Один самолёт в небоевой обстановке был потерян.

### Пограничный конфликт между Индией и Пакистаном
- В феврале 2014 года истребитель Су-30МКИ ВВС Индии сбил разведывательный автоматический дрейфующий аэростат, залетевший из Пакистана[63].
- 27 января 2016 года над индийским городом Бармер провинции Раджастан истребителем Су-30МКИ ВВС Индии был сбит разведывательный автоматический дрейфующий аэростат, залетевший из Пакистана. На поражение цели было истрачено 97 30-мм снарядов, обломки были идентифицированы как аэростат американского производства, принадлежавший Пакистану[64].
- В ходе пограничного конфликта между Индией и Пакистаном в феврале 2019 года 27 февраля 2019 года произошёл воздушный бой между группой ВВС Индии и ВВС Пакистана. Со стороны ВВС Индии в воздушном бою приняли участие восемь истребителей, в том числе четыре Су-30МКИ, со стороны ВВС Пакистана — 24 самолёта. Су-30 в этом бою ни побед, ни потерь не имели[65].
- 4 марта 2019 года над индийским городом Биканир-Нил в провинции Раджастан истребитель Су-30МКИ ВВС Индии сбил беспилотный самолёт, залетевший из Пакистана[66].

### Вторжение России на Украину
- Су-30СМ использовался в ходе вторжения, в том числе для запуска противорадиолокационных ракет Х-31П и Х-58[67]. По состоянию на июнь 2022 года сообщается о не менее чем об 11 уничтоженных Су-30СМ. Один пилот погиб, двое попали в плен к украинской стороне[68]. По информации Oryx, также 4 единицы Су-30СМ были уничтожены в результате взрывов на аэродроме Саки[69].
- В ночь с 10 на 11 сентября 2024 года один Су-30СМ потерпел крушение над Черным морем к северо-западу от Крымского полуострова. ГУР Украины заявило, что истребитель был сбит с помощью ПЗРК[70].
- 2 мая 2025 года морские дроны типа MAGURA V5/V7 ВМС Украины  сбили один Су-30 ракетами AIM-9M в 50 км западнее Новороссийска [71]. Пилоты самолета  катапультировались и были подобраны сухогрузом. Глава ГУР Кирилл Буданов заявил о сбитии двух самолетов, однако, видеодоказательств и  независимых подтверждений о сбитии второго самолета нет[72][73].

## Авиационные происшествия и катастрофы
По состоянию на 11 июня 2021 года, известно о потере в лётных происшествиях 25 самолётов семейства Су-30. Также известно об одном серьёзном авиационном происшествии без жертв и потери самолёта.
12 августа 2023 года Минобороны России сообщило о крушении своего истребителя Су-30 в Калининградской области из-за технической неисправности. Экипаж погиб .
| Дата       | Бортовой номер | Место катастрофы                       | Жертвы | Краткое описание |
| ---------- | -------------- | -------------------------------------- | ------ | --- |
| 12.06.1999 | «01 синий»     | Париж                                  | 0/2    | Су-30МК (бортовой номер «01 синий») разбился в демонстрационном полёте на авиасалоне в Ле-Бурже. При показе комплекса фигур высшего пилотажа машина потеряла высоту, задела хвостовой частью землю, загорелась, но продолжила управляемый полёт, позволив экипажу (лётчик-испытатель КБ Сухого Вячеслав Аверьянов, штурман Владимир Шендрик) успешно катапультироваться. После срабатывания катапультных кресел самолёт завалился набок, столкнулся с землёй и сгорел. |
| 27.05.2002 | Китай          | Аньхой                                 | 0/2    | Су-30МКК 9-го истребительного авиаполка ВВС Китая потерпел крушение в провинции Аньхой во время тренировочного полёта на предельно малой высоте, истребитель задел верхушки деревьев. Оба лётчика успешно катапультировались. Самолёт пролетел ещё порядка 5 км, столкнулся с горой и разрушился. Причиной аварии стали ошибки пилотирования, лётчик-инструктор был подвергнут дисциплинарному взысканию. |
| 16.03.2004 | 81148          | Хэфэй                                  | 0/2    | Су-30МК2 (бортовой номер 18) 10-го истребительного авиаполка ВМС Китая в ходе тренировочного полёта потерпел крушение в районе авиабазы Фэйдун. Оба члена экипажа — полковник Вэй Вэньхуэй и подполковник Чжан Цзянь — успешно катапультировались. Причиной аварии стали ошибки пилотирования, вызванные нехваткой опыта. |
| 26.07.2006 | Россия         | Московская область                     | 0/2    | Су-30 потерпел аварию на территории Летно-исследовательского института им. Громова в Жуковском во время испытаний. Самолёт принадлежал этому же институту. Оба пилота успешно катапультировались. Жертв и разрушений на земле нет. |
| 30.04.2009 | SB 021         | Раджастхан                             | 1/2    | Су-30МКИ (бортовой номер SB 021) ВВС Индии при выполнении тренировочного полёта вошёл в неуправляемый штопор и потерпел крушение в 70 км к юго-востоку от Джайсалмера (штат Раджастхан). Обоим лётчикам удалось катапультироваться, однако один из них погиб из-за обрыва ремней парашюта. По данным расследования, катастрофа произошла из-за ошибки пилота, случайно отключившего питание бортового компьютера вместо системы управления оружием. |
| 30.11.2009 | Индия          | Джайсалмер                             | 0/2    | Су-30МКИ 24-й авиаэскадрильи ВВС Индии потерпел аварию в районе Джатегаона (штат Махараштра). После срабатывания сигнализации о пожаре двигателя оба лётчика успешно катапультировались, самолёт столкнулся с землёй и разрушился. Причиной пожара стало попадание инородного предмета в воздухозаборник двигателя. |
| 15.04.2010 | Китай          | Китай                                  | 2/2    | Разбился в тренировочном полёте. |
| 13.12.2011 | Индия          | Пуна                                   | 0/2    | Разбился в тренировочном полёте. Су-30МКИ ВВС Индии вскоре после взлёта с авиабазы Лохегаон (близ Пуны, штат Махараштра) потерпел аварию в районе деревни Ваде-Бхолай в 20 км от Пуны. Пилоты катапультировались и не пострадали. |
| 28.02.2012 | Вьетнам        | Хабаровский край, Комсомольск-на-Амуре | 0/2    | Во время приёмочных испытаний для ВВС Вьетнама представителями министерства обороны на ОАО «КнААПО» самолёт потерпел крушение в 130 км севернее Комсомольска-на-Амуре. При выполнении разгона до максимальной приборной скорости открылась и отвалилась фара подсветки при дозаправке. Попав в воздухозаборник, эта деталь вызвала пожар правого двигателя. Пилоты — подполковник Валерий Кириллин и капитан Алексей Горшков — катапультировались по команде центра управления полётами. Командир экипажа получил лёгкие травмы при приземлении в результате удара о дерево. |
| 19.02.2013 | Индия          | Раджастхан                             | 0/2    | Су-30МКИ ВВС Индии потерпел крушение в районе Джайсалмера (штат Раджастхан) во время тренировочного полёта. При выполнении учебного бомбометания боеприпас не сошёл с пилона, при повторном нажатии лётчиком на «спуск» произошёл взрыв, который разрушил часть правого крыла. Оба пилота успели катапультироваться и не пострадали, самолёт упал и разрушился. |
| 21.12.2013 | Уганда         | Южный Судан                            | ?/2    | Су-30МК2 ВВС Уганды сбит огнём с земли во время нанесения ударов по войскам генерала Питера Гадета в Южном Судане. Судьба экипажа неизвестна. |
| 14.10.2014 | SB050          | Пуна                                   | 0/2    | На Су-30МКИ (бортовой номер SB 050) ВВС Индии при взлёте с авиабазы Лохегаон (город Пуна, штат Махараштра) в результате неисправности самопроизвольно сработала система катапультирования. Оба лётчика остались живы, самолёт разрушился. |
| 19.05.2015 | SB137          | Ассам                                  | 0/2    | Су-30МКИ ВВС Индии, вылетевший с авиабазы Тезпур, потерпел крушение в районе Нагаона (штат Ассам) из-за технической неисправности, пилоты катапультировались. Из-за взрыва на земле двое человек получили ранения. |
| 17.08.2015 | AMB-0460       | Апуре                                  | 2/2    | Су-30МК2 (бортовой номер AMB-0460) ВВС Венесуэлы, вылетевший на перехват воздушного судна, предположительно, принадлежавшего колумбийской наркомафии, потерпел крушение в штате Апуре в районе границы с Колумбией. Погибли оба лётчика — капитаны Рональд Рамирес Санчес и Джексон Гарсия Бетанкур. По предварительным данным, катастрофа произошла из-за ошибки пилотирования или технической неполадки. |
| 14.06.2016 | 8585           | Нгеан                                  | 1/2    | Су-30МК2 (бортовой номер 8585) 370-го лётного полка ВВС Вьетнама, вылетевший с авиабазы Тхосуан, исчез с радаров над Южно-Китайским морем. Самолёт выполнял тренировочное задание в восточной части вьетнамской провинции Нгеан. 15 июня один из пилотов, 39-летний Нгуен Хыу Кыонг, был спасён из воды командой рыболовецкого судна. Второй лётчик, 43-летний Чан Куанг Кхай, погиб. 16 июня в Южно-Китайском море потерпел катастрофу транспортный самолёт CASA C-212 Aviocar береговой охраны Вьетнама, который участвовал в операции по поиску катапультировавшихся пилотов. В результате погибли девять человек. |
| 15.03.2017 | Флаг Индии     | Раджастхан                             | 0/2    | Су-30МКИ потерпел катастрофу из-за технической неисправности, пилоты успешно катапультировались. |
| 23.05.2017 | Флаг Индии     | Ассам                                  | 0/2    | Су-30МКИ пропал с экранов радаров во время проведения учебно-тренировочного полёта. Лётчики выжили после успешного катапультирования. Обломки самолёта обнаружены 26 мая в 60 км от аэродрома. |
| 03.05.2018 | Флаг России    | Латакия                                | 2/2    | Су-30СМ ВКС России потерпел катастрофу при наборе высоты после взлёта с аэродрома Хмеймим над акваторией Средиземного моря. Оба лётчика погибли. Причиной катастрофы стало попадание птицы в один из двигателей. Командиром экипажа был майор Альберт Давидян из Белгородской области. У него остались жена и двое несовершеннолетних детей. |
| 27.07.2018 | Флаг Индии     | Махараштра                             | 0/2    | Су-30МКИ ВВС Индии потерпел катастрофу во время испытательного полёта в штате Махараштра. Оба лётчика успешно катапультировались, жертв и пострадавших на земле нет. |
| 08.08.2019 | Флаг Индии     | Ассам                                  | 0/2    | Су-30МКИ ВВС Индии потерпел катастрофу во время тренировочного полёта в штате Ассам. Оба лётчика успешно катапультировались, но один лётчик сломал ногу. Жертв и пострадавших на земле нет. |
| 16.10.2019 | Флаг Венесуэлы | Гуарико                                | 2/2    | Су-30МК2 ВВС Венесуэлы потерпел катастрофу во время тренировочного полёта в штате Гуарико. Самолёт пилотировали два лётчика — капитан Салазар Нуньес и бригадный генерал Маркес Морильо. Оба они погибли. Жертв и пострадавших на земле нет. Самолёт полностью сгорел до прибытия пожарных. Катастрофа произошла вскоре после того, как истребитель взлетел с военной базы имени Мануэля Риоса. Истребитель следовал на авиабазу имени Луиса дель Валье Гарсии в пригороде венесуэльского города Барселона (штат Ансоатеги). |
| 27.01.2020 | Флаг Алжира    | Умм-эль-Буаги                          | 2/2    | Су-30МКИ (А) ВВС Алжира потерпел катастрофу во время тренировочного полёта в штате Умм-эль-Буаги. Оба лётчика погибли. Жертв и разрушений на земле нет. Самолёт принадлежал 121-й истребительной эскадрильи Военно-воздушных сил Алжира. |
| 22.09.2020 | «60 красный»   | Тверская область                       | 0/2    | Су-30М2 ВВС России (бортовой номер «60 красный») был случайно сбит истребителем Су-35С (бортовой номер «22 красный») из встроенной 30-мм авиационной пушки ГШ-30-1 в ходе учебно-тренировочного полёта над лесистой и безлюдной местностью Тверской области, Российской Федерации, Западного военного округа, Вооруженных Сил Российской Федерации. Летчики успешно катапультировались. Жертв и пострадавших на земле нет. Оба самолёта взлетели с аэродрома Хотилово. Су-30М2 (бортовой номер «60 красный») имел регистрационный номер RF-95869, заводской номер 79810388415 и был построен в 2014 году. А принадлежал 3-му смешанному авиационному полку 1-й смешанной авиационной дивизии 4-й Краснознамённой армии ВВС и ПВО Южного военного округа, с дислокацией на аэродроме Крымск (Краснодарский край). Су-35С (бортовой номер «22 красный») был построен в 2019 году и принадлежал 790-му истребительному авиационному полку 105-й гвардейской смешанной авиационной дивизии 6-й Ленинградской Краснознамённой армии ВВС и ПВО Западного военного округа, дислоцированного на аэродроме Хотилово в Тверской области. |
| 16.04.2021 | Казахстан      | Балхаш                                 | 0/2    | Су-30СМ Сил воздушной обороны Республики Казахстан потерпел крушение при заходе на посадку в учебно-авиационном центре Сил воздушной обороны в городе Балхаш Карагандинской области Казахстана. Жертв и разрушений на земле нет. Летчики успешно катапультировались. Позже один член экипажа был госпитализирован, второй член экипажа в госпитализации не нуждается. |
| 21.05.2021 | «37 синий»     | Республика Крым                        | 0/2    | 21 мая 2021 года в 18:49 на военном аэродроме Саки при подготовке к выполнению упражнения № 20 и 21 "Восстановление летных навыков в СМУ", на самолете Су-30СМ (бортовой номер "37 синий") из состава 43-го отдельного морского штурмового авиационного полка Морской авиации Черноморского флота при занятии экипажем мест в кабине и пристегивании сработала система катапультирования. Самолет повреждений не получил. Катапультировавшиеся летчики, подполковник О. А. Хомяков и майор С. В. Додух остались живы, травм не получили. Вред здоровью был получен механиком сержантом А. Ю. Купор (ожог левой половины лица 1 степени), помогавшим экипажу занять места, и инженером авиационного комплекса старшим лейтенантом В. Ю. Помазанским (частичная потеря слуха). Пострадавшим военнослужащим оказана медицинская помощь, ожидалось, что после восстановления они приступят к продолжению военной службы. Самолет Су-30СМ, имеющий бортовой номер "37 синий" и серийный номер 10МК5 1104, совершил свой первый полёт 15 июня 2014 года, и был получен Морской авиацией ВМФ России 19 июля 2014 года. Летчик-инструктор подполковник О. А. Хомяков (летчик 1-го класса) являлся председателем Квалификационной комиссии летного состава управления Морской авиации Черноморского флота, а майор С. В. Додух (летчик 1-го класса) являлся начальником воздушной огневой и тактической подготовки (ВОТП) 43-го авиационного полка. |
| 23.10.2022 | Россия         | Иркутск                                | 2/2    | Самолёт Су-30СМ выполнял приёмо-сдаточный полёт, когда упал на деревянный двухэтажный жилой дом во 2-м Советском переулке. Два пилота погибли, жители дома не пострадали. После крушения возник пожар. Около 150 домов оказались обесточены. |
| 02.07.2023 | 3363           | Венесуэла                              | 1/2    | Су-30МК2 ВВС Венесуэлы разбился после столкновения с птицей. Один пилот погиб. |
| 04.06.2024 | Индия          | Нашик, Махараштра                      | 0/2    | Су-30МКИ ВВС Индии упал на ферму в штате Махараштра. Оба пилота катапультировались, получив лёгкие травмы. Упавший самолёт загорелся, его обломки разлетелись на 500 метров. |

## Галерея

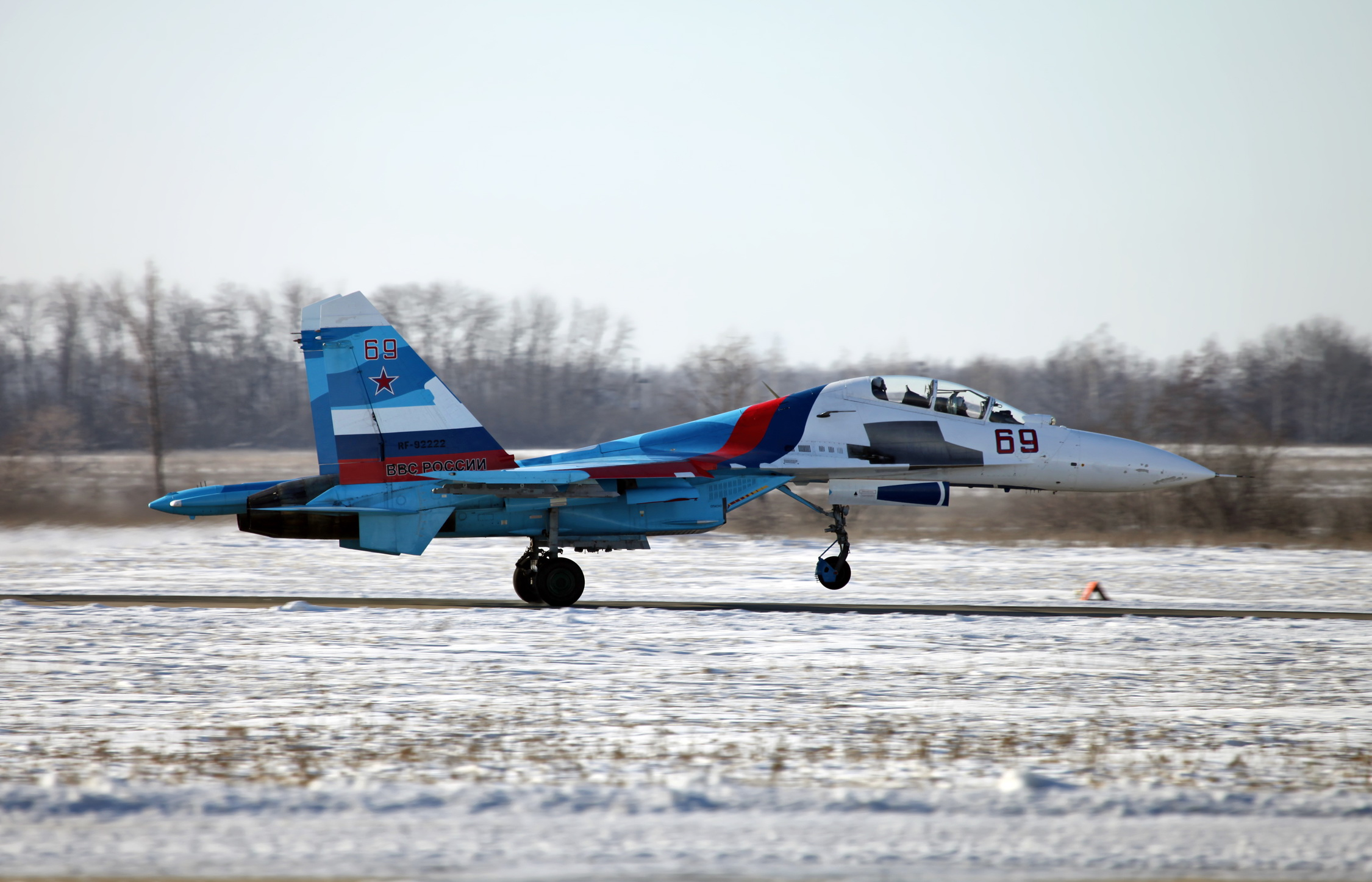
Су-30 в Липецком авиацентре
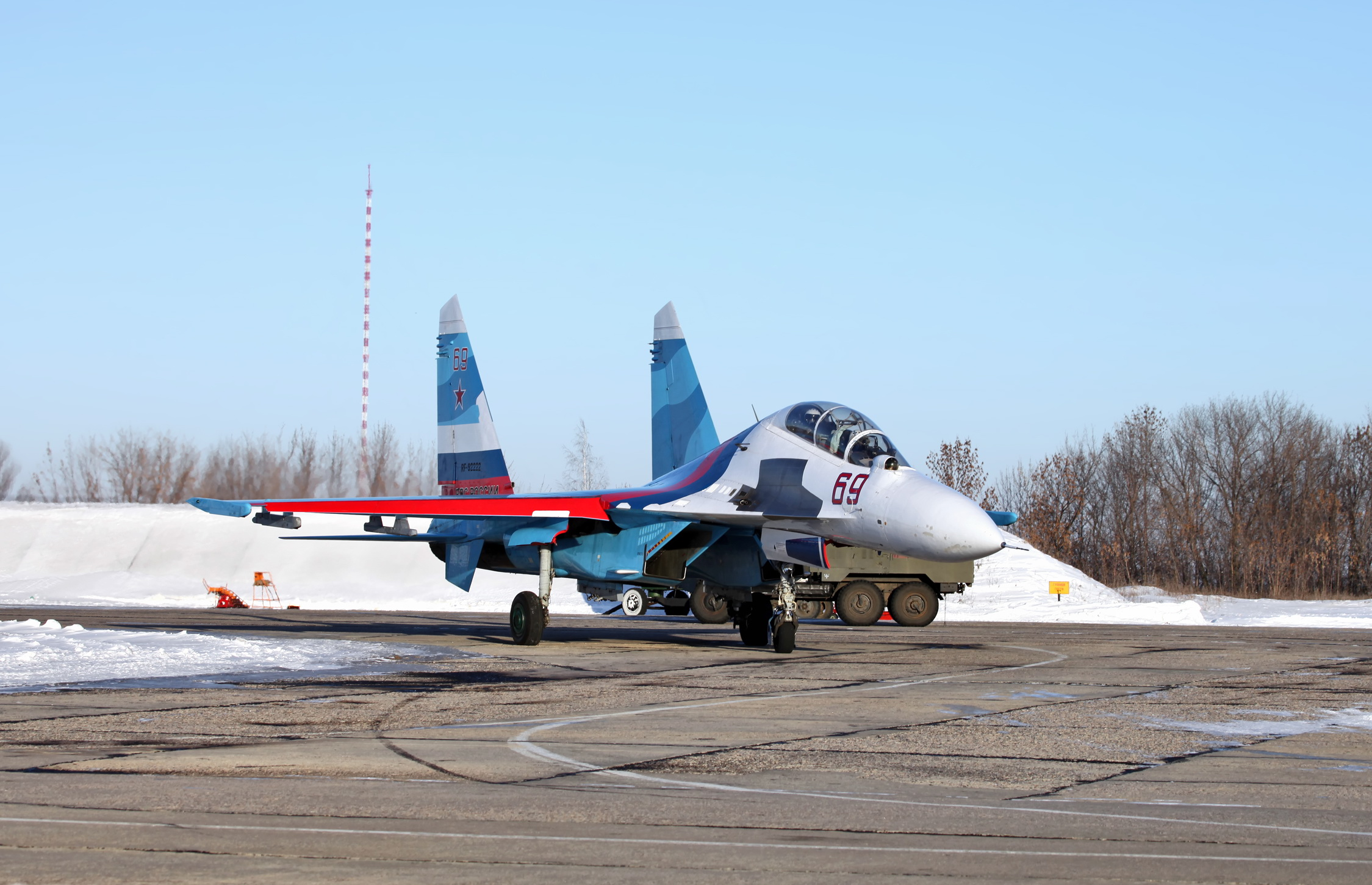
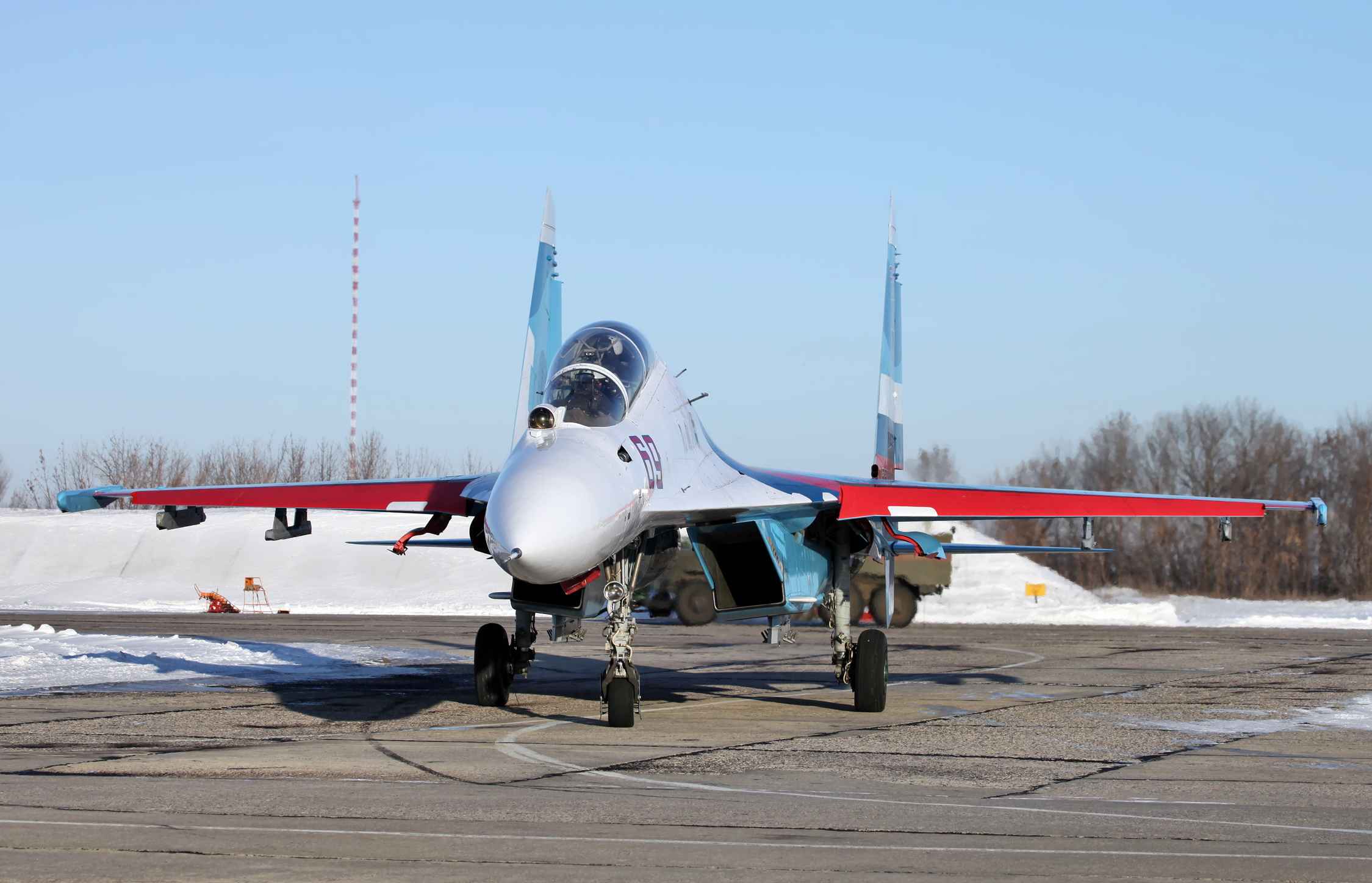
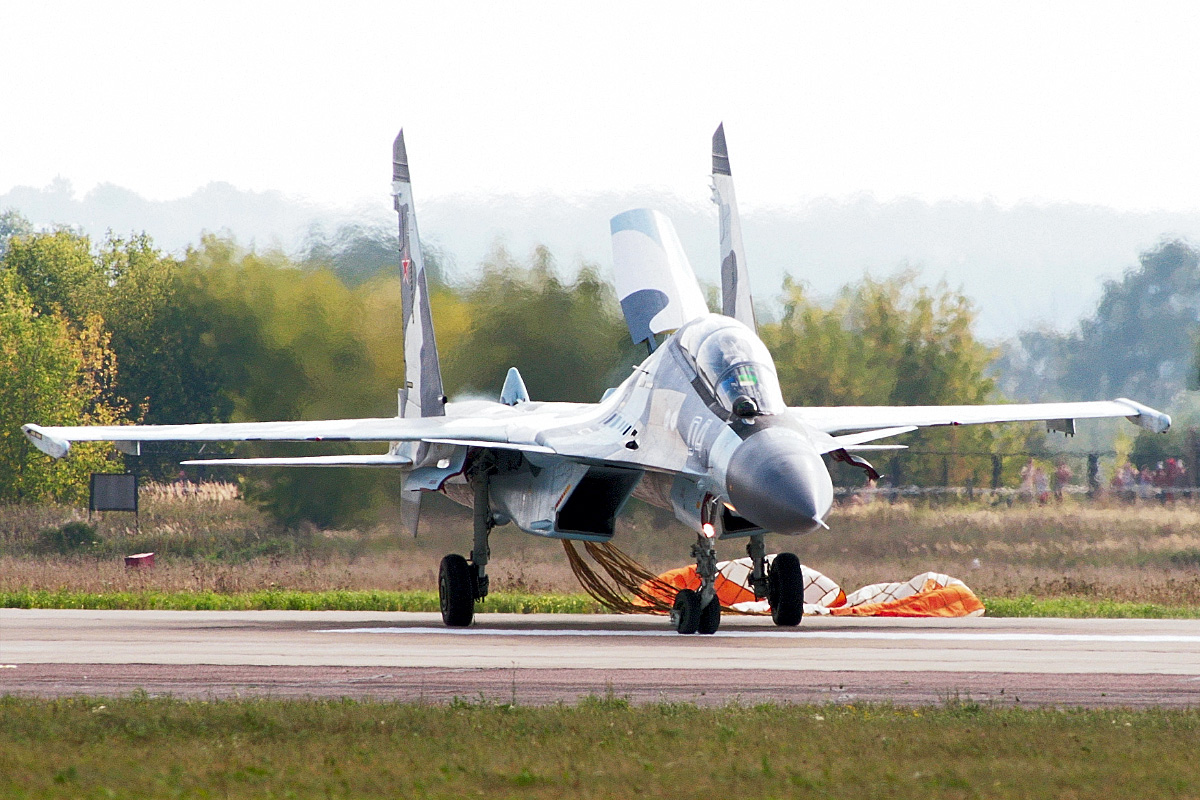
Су-30 на авиасалоне МАКС-2007
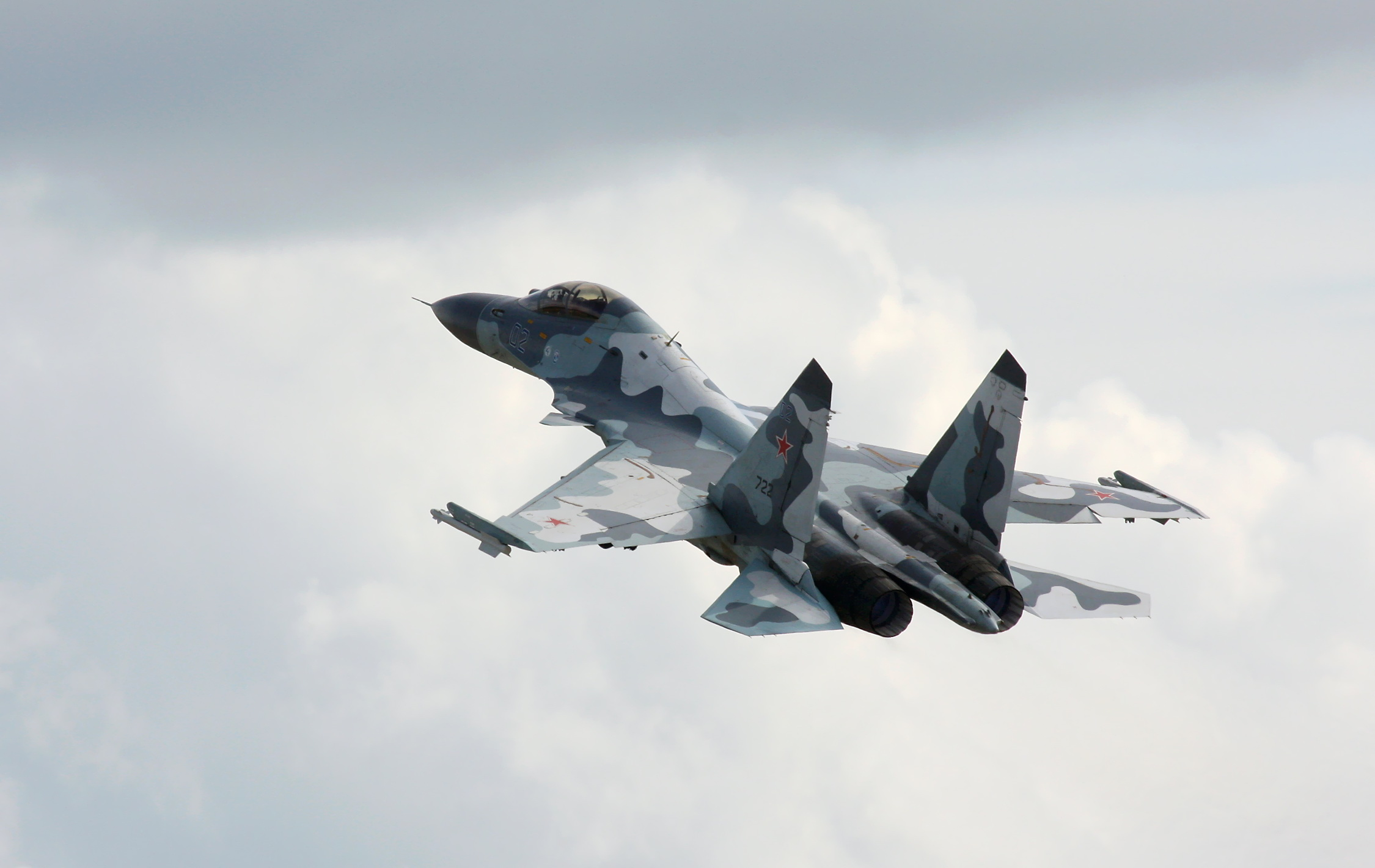
Су-30МКИ на авиасалоне МАКС-2009
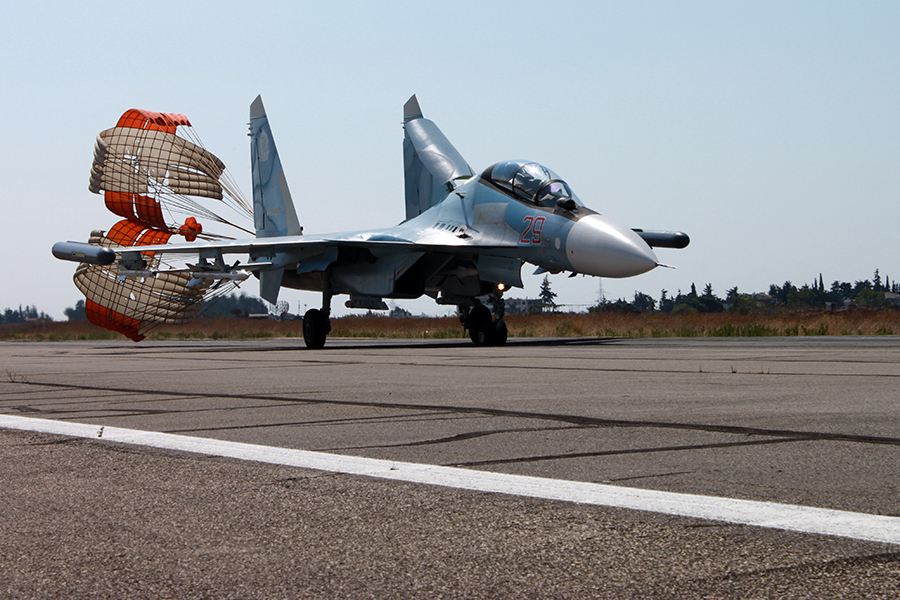
Су-30СМ в Латакии (Сирия)

## Лётно-технические характеристики

Проекции самолёта Су-30

## Лётно-технические характеристики[115]

### Технические характеристики
- Экипаж: 2 человека
- Длина: 21,9 м
- Высота: 6,36 м
- Размах крыла: 14,7 м
- Площадь крыла: 62 м²
- Масса:
  - пустого: 18 800 кг
  - нормальная взлётная: 24 900 кг
  - максимальная взлётная: 34 500 кг
  - предельная взлётная: 38 800 кг
  - топлива: 9640 кг
- Двигатель: 2 × ТРДДФ «АЛ-31Ф» (АЛ-31ФП на Су-30СМ, АЛ-41Ф1 на Су-30СМ2)
  - Тяга:
    - максимальная бесфорсажная: 2 × 7770 кгс
    - на форсаже: 2 × 12500 кгс

  - углы отклонения вектора тяги (для АЛ-31ФП): ±16° в любом направлении, ±20° в плоскости
  - скорость отклонения вектора тяги (для АЛ-31ФП): 60°/с
  - масса: 1520 кг
- Максимальная эксплуатационная перегрузка: +9 G

### Лётные характеристики
- Максимальная скорость:
  - у земли: 1350 км/ч (М=1,13)
  - на высоте: 2125 км/ч (М=2)
- Дальность полёта:
  - у земли: 1270 км
  - на высоте: 3000 км
  - боевой радиус: 1500 км
- Продолжительность полёта: 3,5 ч (без дозаправок)
- Практический потолок: 17 300 м
- Скороподъёмность: 13 800 м/мин (230 м/с)
- Длина разбега: 550 м
- Длина пробега: 750 м
- Тяговооружённость:
  - при нормальной взлётной массе: 1,00
  - при максимальной взлётной массе: 0,84
  - при предельной взлётной массе: 0,76
- Нагрузка на крыло:
  - при нормальной взлётной массе: 398 кг/м²
  - при максимальной взлётной массе: 532 кг/м²

### Вооружение
- Пушечное: 30-мм встроенная пушка ГШ-30-1
- Точки подвески: 12
- Боевая нагрузка: 8000 кг[116] (до 10,4 т по РЛЭ).
- Подвесное вооружение:
  - Не менее двух ракет «воздух — воздух» Р-37М большой дальности,[117]  ракеты средней дальности Р-77 (до 12 единиц), а также Р-27Р/ЭР, Р-27Т/ЭТ с ТГС (до 6 единиц) и 6 ракет ближнего боя Р-73 с ТГС, Х-35[118] и Х-38[119]
  - Свободнопадающие бомбы массой по 500 кг (до 8 единиц) или по 250 кг (28 единиц);
  - Контейнеры КМГ-У (до 7 единиц) или блоки НАР С-13 и С-8 (до 4 единиц);
  - Возможны различные комбинации управляемого и неуправляемого вооружения различного класса.